# 캔버라
캔버라(영어: Canberra, [ˌkænˈb(ʔəɦ)rə], [ˌkænˈbɛrə], 문화어: 캔베라)는 오스트레일리아의 수도이다. 오스트레일리아 내륙에서 가장 큰 도시이며, 전국에서는 8번째로 큰 도시이다. 오스트레일리아 수도 준주의 북쪽 끝에 있으며, 시드니에서 남서쪽으로 280 km, 멜버른에서 북동쪽으로 660 km 떨어진 곳에 자리잡고 있다. 또한, 오스트레일리아 연방 정부가 있는 도시이며 오스트레일리아 국회의사당을 포함하여 연방 정부 산하 행정기관 대부분이 이 도시에 자리하고 있다. 캔버라 거주민은 '캔버런'(Canberran)이라고 부른다.

## 역사
1901년 오스트레일리아가 대영제국의 자치령이 되었을 때, 수도의 자리를 놓고, 멜버른과 시드니가 충돌하였다.
1908년에 오스트레일리아의 양대 대도시인 시드니와 멜버른이 타협 끝에 캔버라 땅을 국가 수도 입지로 선정하였다. 1911년에 이 두 도시 간의 자본 싸움을 끝내기 위해, 캔버라의 건설이 시작되어, 캔버라는 뉴사우스웨일스주에서 분리되었다. 멜버른과 시드니 사이에 직선을 뺀 거의 중간 지점에 있기 때문에 이 땅에 캔버라가 건설되었다. 캔버라는 브라질의 수도 브라질리아와 더불어 계획 도시로 유명하다. 도시 설계를 놓고 국제 경연을 열어 시카고의 건축가 월터 벌리 그리핀과 매리언 매호니 그리핀이 선정되었으며 1913년에 도시 건설이 시작되었다. 캔버라의 설계는 전원 도시 운동에서 크게 영향을 받았으며, 도시내에 넓은 자연 초지를 받아들여 캔버라는 '숲이 우거진 수도'(Bush Capital)란 별명을 얻었다.
1915년, 저비스 베이 준주는 연방수도의 바다에 밖으로 연방 정부에 이양되었다. 1927년, 임시 수도 멜버른에서 캔버라로 천도하고 1929년에 처음으로 캔버라 국회가 열렸다. 1960년, 일단 캔버라는 완성되었다. 캔버라는 미국인 건축가 월터 벌리 그리핀이 섥네한 인공 도시이며, 그의 이름이 붙여진 인공 호수 '벌리 그리핀 호수'가 있다.
세계 대전과 대공황으로 캔버라의 발전이 지체되기도 하였으나, 제2차 세계 대전 이후 번영하는 도시로 부상하였다.

## 지리
캔버라의 인구는 2024년 6월 기준 473,855명으로, 국내 제8위의 규모이다. 하지만 해상 교통이 없는 내륙 도시로서는 규모가 큰 도시에 속한다. 계획적으로 부도심 위성 지구를 개발하고 있다. ACT 영역 내에서 개발 지구가 아닌 도시라고 할 수 있는 대규모 취락은 없다. 경계를 넘어가면 뉴사우스 웨일즈 퀴인비얀이 계획되지 않은 위성 도시가 되고 있다.
표준시는 뉴사우스 웰일스 주와 같은 오스트레일리아 동부 표준시이다. 즉 UTC+10시간으로 서머타임이 적용되는 10월의 첫 번째 일요일 아침부터 다음 해 4월의 첫 번째 일요일 이른 아침까지는 1시간 빨리 시간을 계산한다.

## 기후
캔버라는 비교적 건조한 대륙성 기후로 내륙의 고원 지대에 있기 때문에 따듯하고, 더운 여름과 호주에서 가장 추운 도시로 한겨울에는 영하의 기온으로 내려가는 경우도 많다.
| 캔버라 공항의 기후                                                     | 캔버라 공항의 기후 | 캔버라 공항의 기후 | 캔버라 공항의 기후 | 캔버라 공항의 기후 | 캔버라 공항의 기후 | 캔버라 공항의 기후 | 캔버라 공항의 기후 | 캔버라 공항의 기후 | 캔버라 공항의 기후 | 캔버라 공항의 기후 | 캔버라 공항의 기후 | 캔버라 공항의 기후 | 캔버라 공항의 기후 |
| 월                                                                     | 1월                | 2월                | 3월                | 4월                | 5월                | 6월                | 7월                | 8월                | 9월                | 10월               | 11월               | 12월               | 연간               |
| ---------------------------------------------------------------------- | ------------------ | ------------------ | ------------------ | ------------------ | ------------------ | ------------------ | ------------------ | ------------------ | ------------------ | ------------------ | ------------------ | ------------------ | ------------------ |
| 역대 최고 기온 °C (°F)                                                 | 44.0 (111.2)       | 42.7 (108.9)       | 37.5 (99.5)        | 32.6 (90.7)        | 24.5 (76.1)        | 20.1 (68.2)        | 19.7 (67.5)        | 24.0 (75.2)        | 30.2 (86.4)        | 32.7 (90.9)        | 39.9 (103.8)       | 41.6 (106.9)       | 44.0 (111.2)       |
| 일평균 최고 기온 °C (°F)                                               | 28.8 (83.8)        | 27.8 (82.0)        | 24.9 (76.8)        | 20.7 (69.3)        | 16.6 (61.9)        | 12.9 (55.2)        | 12.1 (53.8)        | 13.8 (56.8)        | 16.8 (62.2)        | 20.1 (68.2)        | 23.4 (74.1)        | 26.5 (79.7)        | 20.4 (68.7)        |
| 일일 평균 기온 °C (°F)                                                 | 21.4 (70.5)        | 20.8 (69.4)        | 17.9 (64.2)        | 13.7 (56.7)        | 10.0 (50.0)        | 7.3 (45.1)         | 6.2 (43.2)         | 7.5 (45.5)         | 10.4 (50.7)        | 13.4 (56.1)        | 16.5 (61.7)        | 19.3 (66.7)        | 13.7 (56.7)        |
| 일평균 최저 기온 °C (°F)                                               | 14.0 (57.2)        | 13.8 (56.8)        | 10.9 (51.6)        | 6.6 (43.9)         | 3.4 (38.1)         | 1.6 (34.9)         | 0.3 (32.5)         | 1.2 (34.2)         | 4.0 (39.2)         | 6.7 (44.1)         | 9.6 (49.3)         | 12.1 (53.8)        | 7.0 (44.6)         |
| 역대 최저 기온 °C (°F)                                                 | 1.6 (34.9)         | 2.8 (37.0)         | −1.1 (30.0)        | −3.7 (25.3)        | −7.5 (18.5)        | −8.5 (16.7)        | −10.0 (14.0)       | −8.5 (16.7)        | −6.8 (19.8)        | −3.4 (25.9)        | −1.8 (28.8)        | 0.3 (32.5)         | −10.0 (14.0)       |
| 평균 강수량 mm (인치)                                                  | 61.3 (2.41)        | 55.2 (2.17)        | 37.6 (1.48)        | 27.3 (1.07)        | 31.5 (1.24)        | 50.0 (1.97)        | 44.3 (1.74)        | 43.1 (1.70)        | 55.8 (2.20)        | 50.9 (2.00)        | 68.4 (2.69)        | 54.1 (2.13)        | 579.5 (22.81)      |
| 평균 강수일수 (≥ 0.2 mm)                                               | 6.8                | 6.7                | 5.7                | 5.4                | 6.3                | 9.7                | 10.0               | 8.5                | 9.8                | 9.1                | 10.2               | 7.2                | 95.4               |
| 평균 오후 상대 습도 (%)                                                | 37                 | 40                 | 42                 | 46                 | 54                 | 60                 | 58                 | 52                 | 49                 | 47                 | 41                 | 37                 | 47                 |
| 평균 월간 일조시간                                                     | 294.5              | 254.3              | 251.1              | 219.0              | 186.0              | 156.0              | 179.8              | 217.0              | 231.0              | 266.6              | 267.0              | 291.4              | 2,813.7            |
| 출처: 오스트레일리아 기상청 (평년값: 1991년~2010년, 극값: 1939년~현재) |                    |                    |                    |                    |                    |                    |                    |                    |                    |                    |                    |                    |                    |

## 행정
오스트레일리아 정부의 소재지인 캔버라에는 의회 의사당과 오스트레일리아 고등 법원을 비롯하여 수많은 정부 관청이 있다. 그 밖에도 오스트레일리아 전쟁 기념관, 오스트레일리아 국립 미술관, 오스트레일리아 국립 박물관, 오스트레일리아 국립 도서관과 같은 국가 수준의 여러 사회 문화 기관도 이 곳에 있다. 연방 정부는 수도 준주의 총생산에 가장 많은 비중을 차지하며, 캔버라에서 단일 기관으로는 가장 규모가 큰 고용처이다.

## 도시 구조

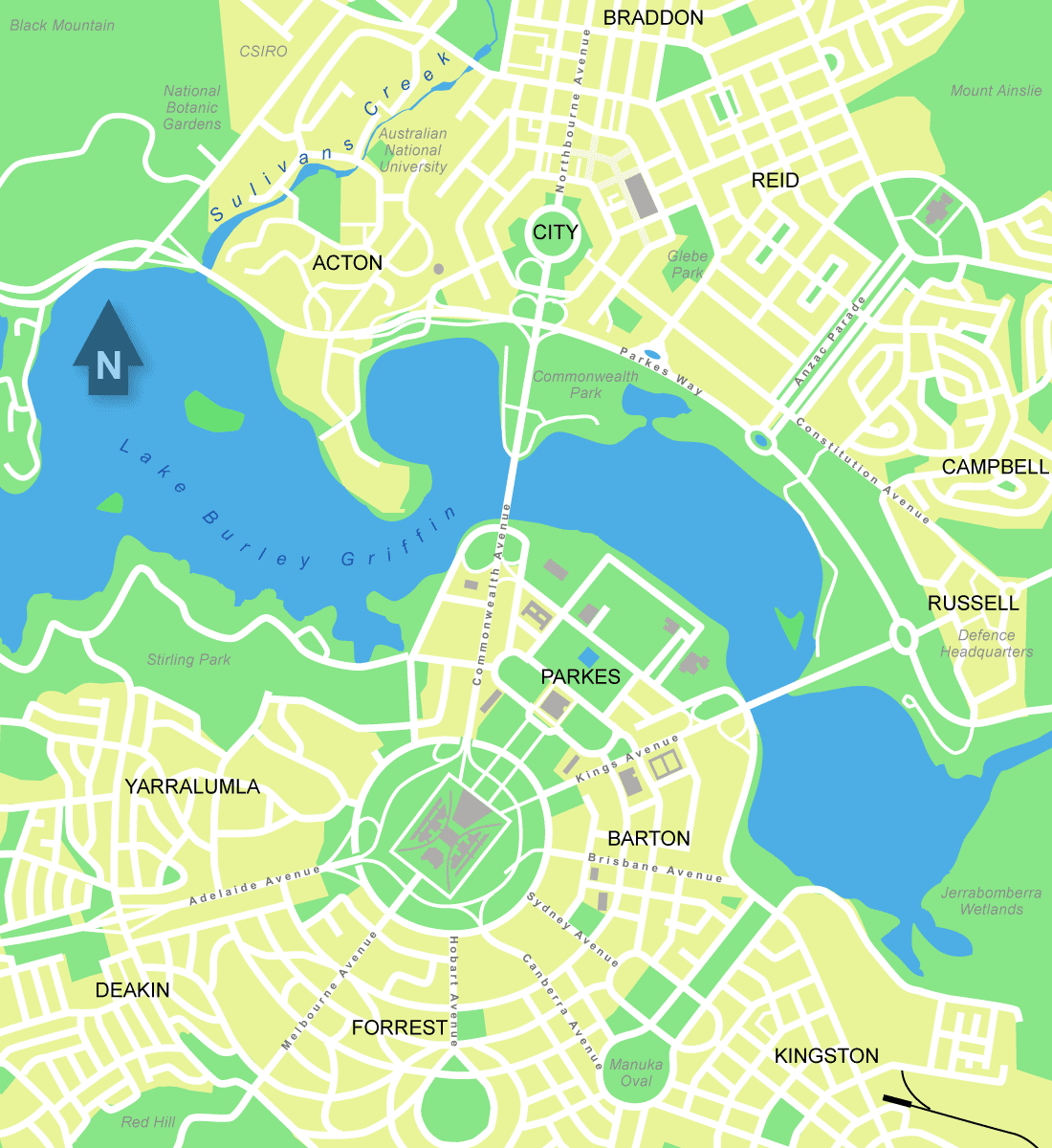
의회 삼각지 등 그리핀의 계획 중 일부를 보여주고 있는 캔버라 내부 지도.

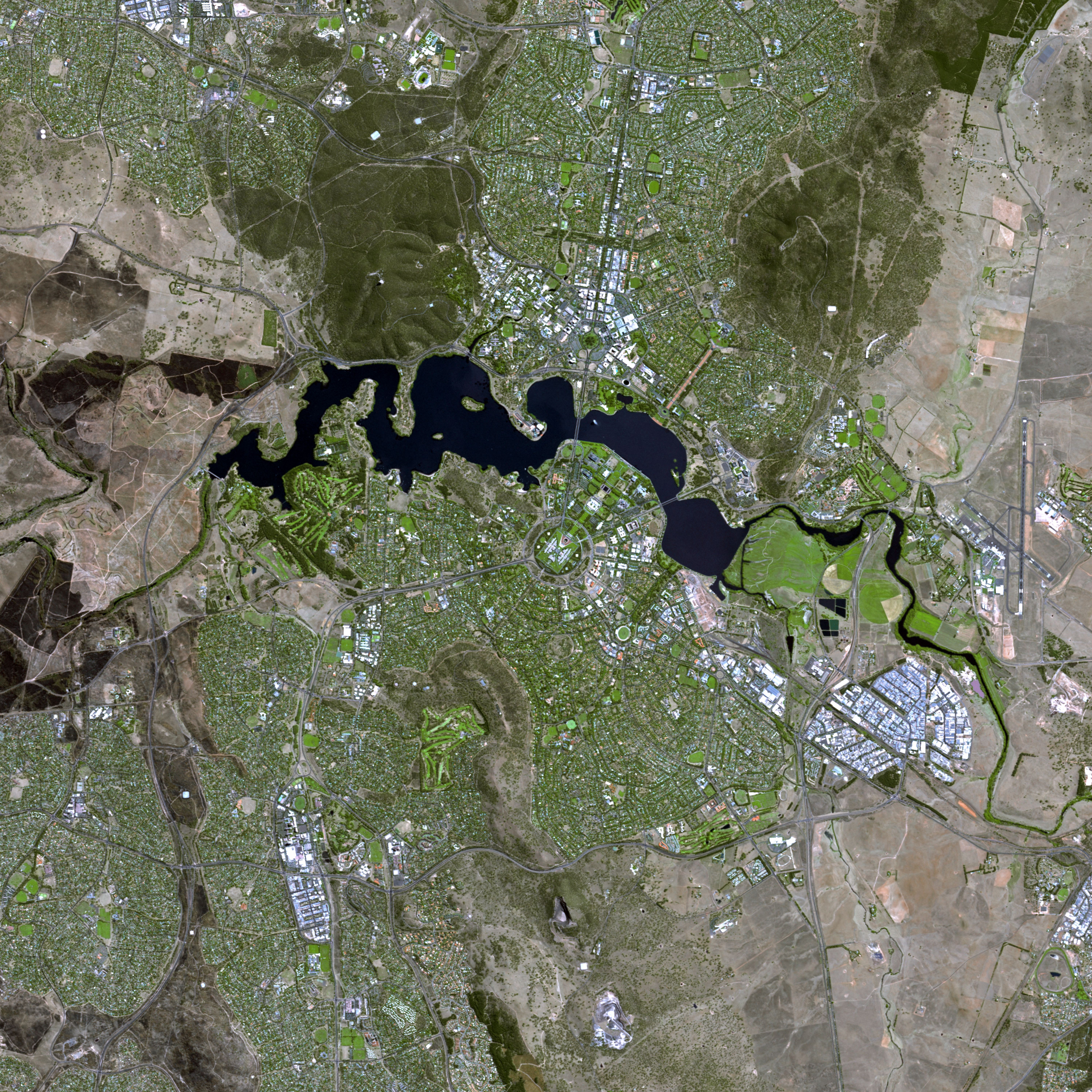
캔버라 위성 사진.

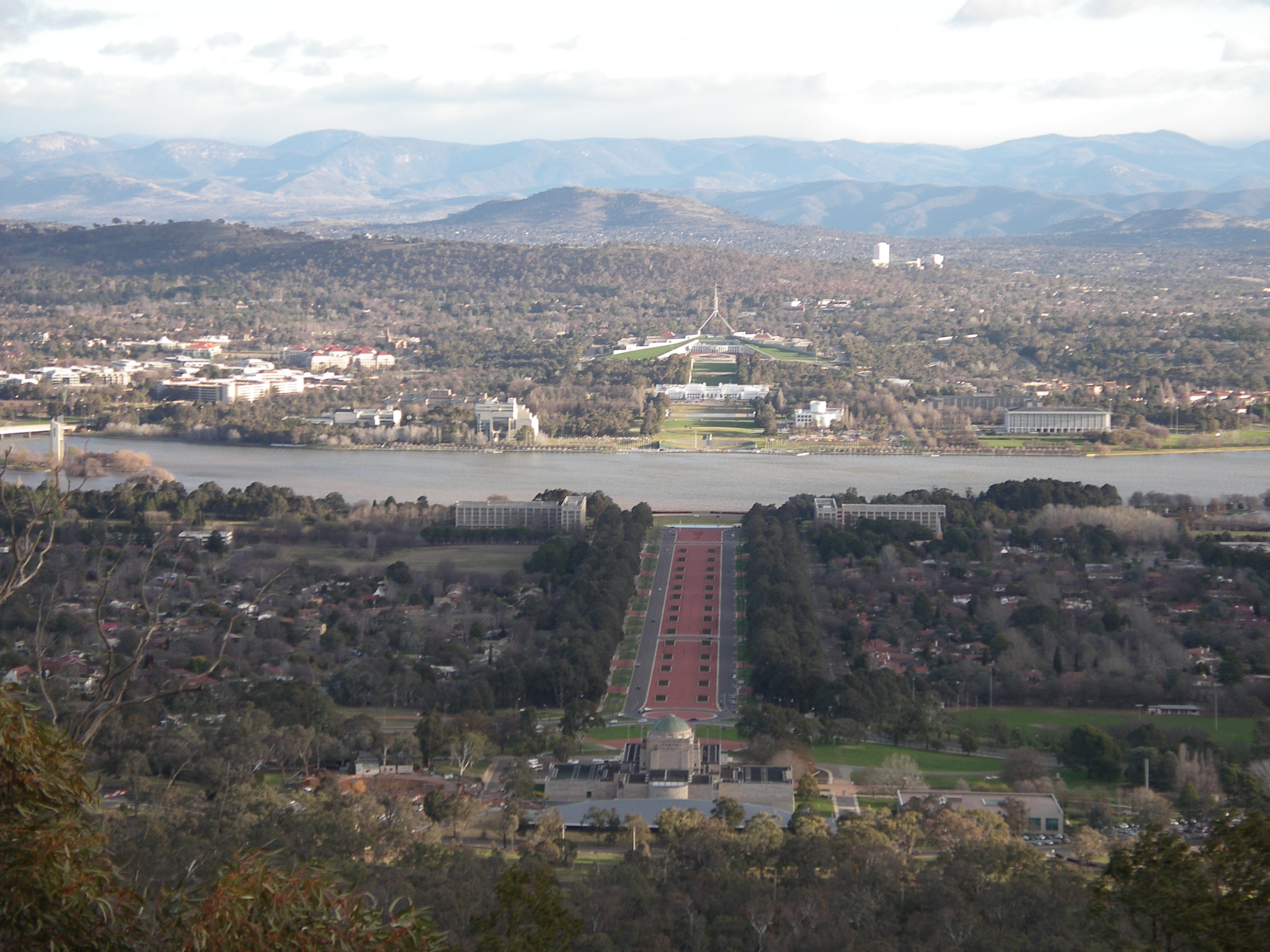
수도 캔버라, 도시 정면 사진

캔버라는 계획 도시로, 미국의 건축가 월터 벌리 그리핀이 설계하였다. 주요 도로는 격자꼴이 아닌 바퀴와 바퀴살 모양으로 뻗어있다. 도심지는 두 수직축에 자리잡고 있는데, 수변축은 벌리 그리핀 호이며, 의례적 육지축은 캐피털 힐의 의회 의사당에서 북동쪽으로 앤잭 대로를 따라 애인슬리 산 기슭 오스트레일리아 전쟁 기념관으로 뻗은 축이다.
벌리 그리핀의 세 축을 통하여 의회 삼각지가 형성되어 있다. 한 축은 캐피털 힐에서 연방 대로를 따라 시티 힐 주변 공무 중심지로 이어지며, 두 번째는 이 곳에서 헌법 대로를 따라 러셀 힐의 국방부 구역까지이고, 마지막으로 여기서 킹스 대로를 따라 다시 캐피털 힐에 이른다.
캔버라의 도시 배치는 더 넓게 보면 도시 주변 세 산봉우리인 애인슬리 산, 블랙 산, 레드 힐에 기반을 두고 있다. 앤잭 대로와 애인슬리 산-빔버리 봉 사이의 대략적인 선이 도시의 주요 대칭축을 이루고 있다. 수도 준주에서 가장 높은 산인 빔버리 봉은 캔버라에서 남서쪽으로 대략 52 km 떨어져 있다. 앤잭 대로의 정확한 위치는 애인슬리 산과 캐피털 힐(과거의 쿠라종 힐) 사이이다.
그리핀 부부는 애인슬리 산, 블랙 산, 레드 힐에 정신적인 가치를 부여하였으며, 원래 꽃으로 각 산을 뒤덮을 계획이었다. 세 산에 덮을 꽃은 각자 단일하게 원색으로 정하여 정신적인 가치를 나타낼 생각이었던 것이다. 이 부분은 실행되지 않았다. 사실 제1차 세계 대전으로 도시 건설 공사가 중단되었으며, 전후 다툼이 벌어져 그리핀의 계획을 실시하기 어려워졌다. 그렇지만 캔버라는 모범적인 도시 설계로 들어섰으며, 도중에 스키장과 해변 사이에 건설되었다. 지리적인 요소 덕분에 자연 냉각의 덕을 보았다.
캔버라의 도시 지역은 산업 단지나 마을을 비롯하여 구역, 도심, 공동체 중심지, 지역 교외의 위계로 나뉘어 조직되었다. 캔버라에는 일곱 구역이 있는데, 각 구역은 교외 지역으로 구획되었으며, 교외지 대부분은 각자 도심을 두고 있으며 이곳은 상업과 사회 활동의 장으로 주로 쓰인다. 캔버라의 각 구역은 설립 시간 순서대로 배열하면 다음과 같다.
- 캔버라센트럴 구
  - 노스캔버라, 1920년대와 1930년대에 사람들이 정착하여 1960년대까지 확대되어 지금은 14개 교외지를 두고 있다.
  - 사우스캔버라, 1920년대부터 1960년대 사이에 사람들이 정착하였다. 13개 교외지.
- 워든밸리 구, 1963년에 처음으로 사람들이 정착. 12개 교외지.
- 벨커넨 구, 1967년에 처음으로 사람들이 정착 25개 교외지.
- 웨스턴크리크 구, 1969년에 사람들이 정착. 8개 교외지.
- 터게라농 구, 1974년에 사람들이 정착. 19개 교외지.
- 건갈린 구, 1990년대 초에 사람들이 정착. 18개의 교외지가 있으나 이 가운데 12곳만 개발되었거나 개발 중이다.
- 몰롱글로밸리 구, 2009년에 개발이 시작되었다. 12개 교외지가 계획되어 있다.

## 문화

### 문화시설
- 오스트레일리아 국립도서관 (National Library of Australia)
- 오스트레일리아 국립박물관 (National Museum of Australia)
- 오스트레일리아 국립미술관 (National Gallery of Australia)
- 국립 과학 기술 센터 (QUESTACON : 미술관 / 박물관)

### 스포츠
- 오스트레일리아 스포츠 연구소의 본부 및 주요 시설이있다.
- 럭비유니온 슈퍼 14: : 부럼비즈
- 럭비 리그 NRL: : 캔버라 레이더스
- 농구 WNBL : : 캔버라 캡피탈즈, AIS

## 교통

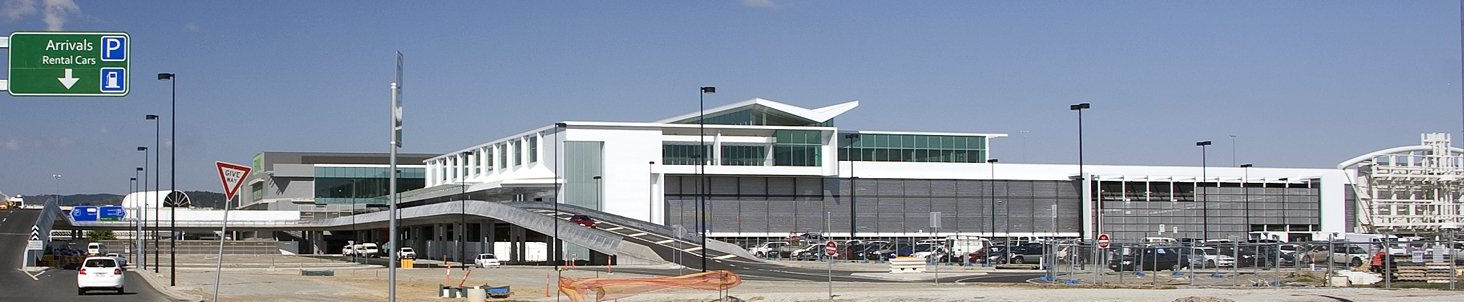
캔버라 국제공항 터미널

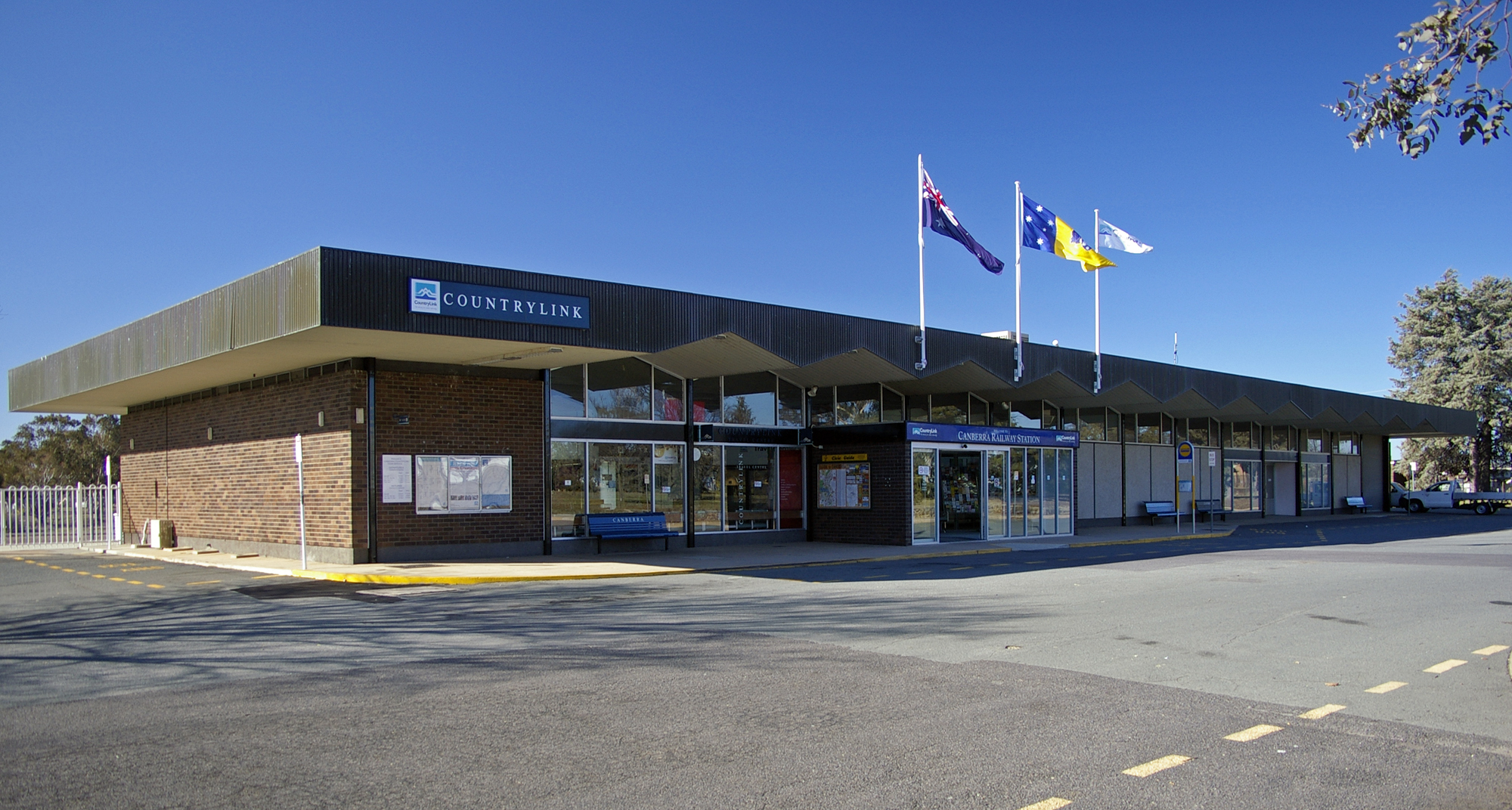
캔버라 철도역

### 항공
캔버라 국제공항에서 동부 근교에 위치한 뉴사우스 웨일즈 남부와 시드니, 멜버른, 브리즈번, 애들레이드, 퍼스 사이에 정기 항공편이 운항한다.

### 철도
시내 남동부 킹스톤 캔버라 역(Canberra railway station)은 캔버라의 건설에 필요한 자재를 수송했다. 현재는 시드니와 여객 특급 열차가 운행하고 있다.

### 도시철도
캔버라 도시철도는 건설 중 인 도시철도 체계이다.

### 시외버스
도심지역의 졸리몬트 관광객 센터 (Jolimont Tourist Centre)는 고속 버스터미널에서 시드니와 멜버른에 노선이 발착한다.

### 도로
고속도로는 뉴사우스 웨일즈 남부의 각 도시에 방사상으로 뻗어있다. 시드니 - 멜버른 사이 내륙 쪽을 연결하는 흄 하이웨이에 접속 지점은 캔버라 북쪽 야스이다.

### 대중교통
캔버라 시내의 많은 대중 교통은 국영 호주 수도 특별 자치구의 버스 네트워크(Australian Capital Territory Internal Omnibus Network, ACTION 영어 공식)이다.

## 교육

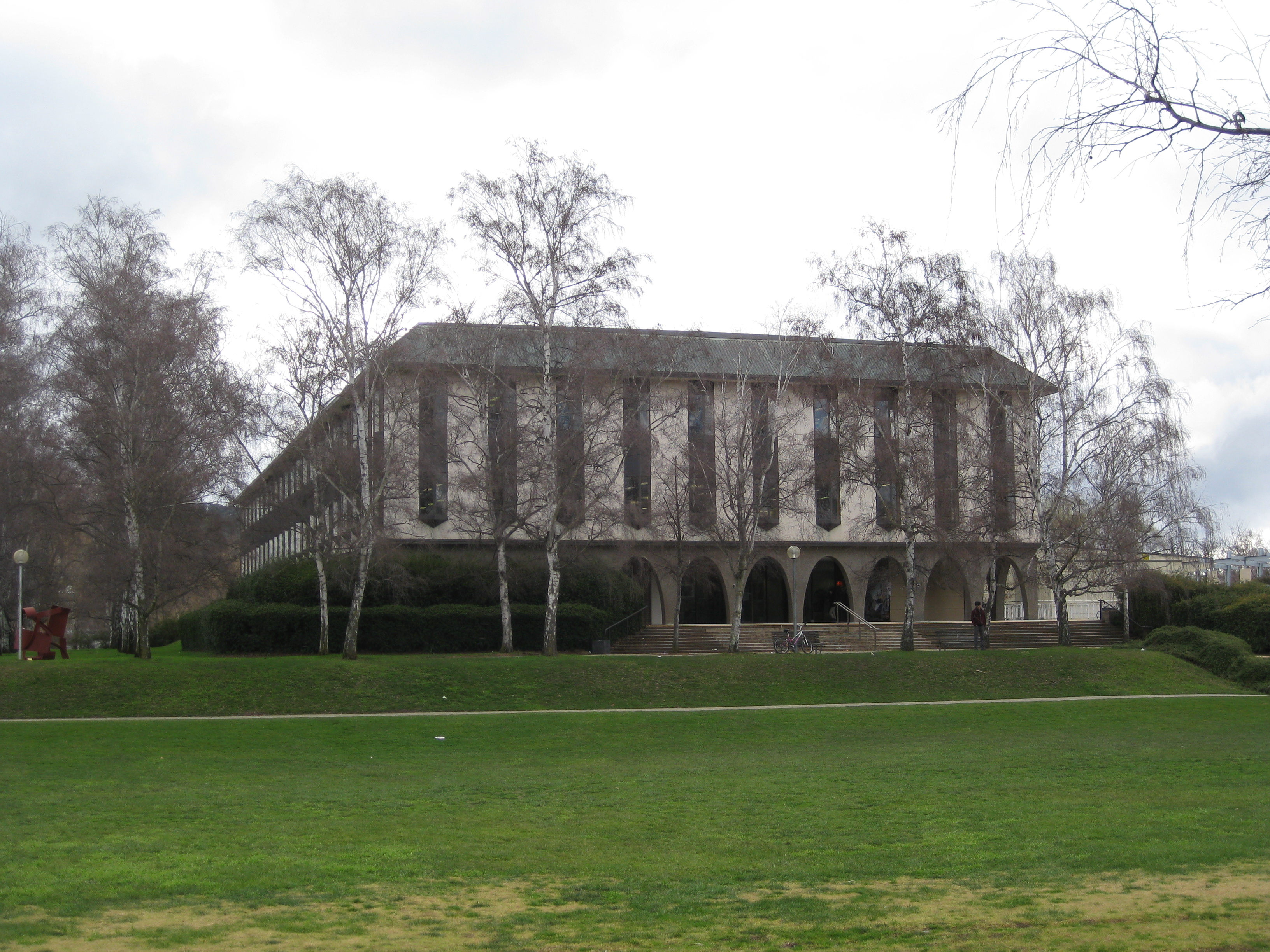
오스트레일리아 국립 대학교

캔버라에는 두 개의 4년제 국공립대학이 있다. 첫째는 오스트레일리아 국립 대학교이다. 오스트레일리아 국립 대학교는 연방정부가 직접 운영하는 유일한 대학이다. 강력한 정부지원 속에 급성장하여, GO8 중 멜번대학과 함께 최고 대학으로 평가 받고 있다. 또 다른 대학은 수도 대학인 캔버라 대학교이다. 캔버라 대학교는 공중보건, 디자인, 건축, 교육학, 정치학, 공공정책, 응용생태학, 커뮤니케이션이 주요 프로그램이며, 특히 교육학 프로그램은 캔버라 및 ACT 지역의 공립 초/중/고등학교의 교사양성 및 재교육을 전담하고 있고, 공중보건 프로그램내의 간호사 양성프로그램은 인기가 높다.
캔버라에 위치한 대학교들의 목록은 다음과 같다.
- 오스트레일리아 국립 대학교
- 캔버라 대학교

그외
- 오스트레일리아 국방 대학교 (뉴사우스웨일스 대학교 부속)

## 자매도시
- 미국 애틀랜타
- 일본 나라시
- 대한민국 제주특별자치도 서귀포시

## 같이 보기
- 수도 목록